# Felix și Otilia

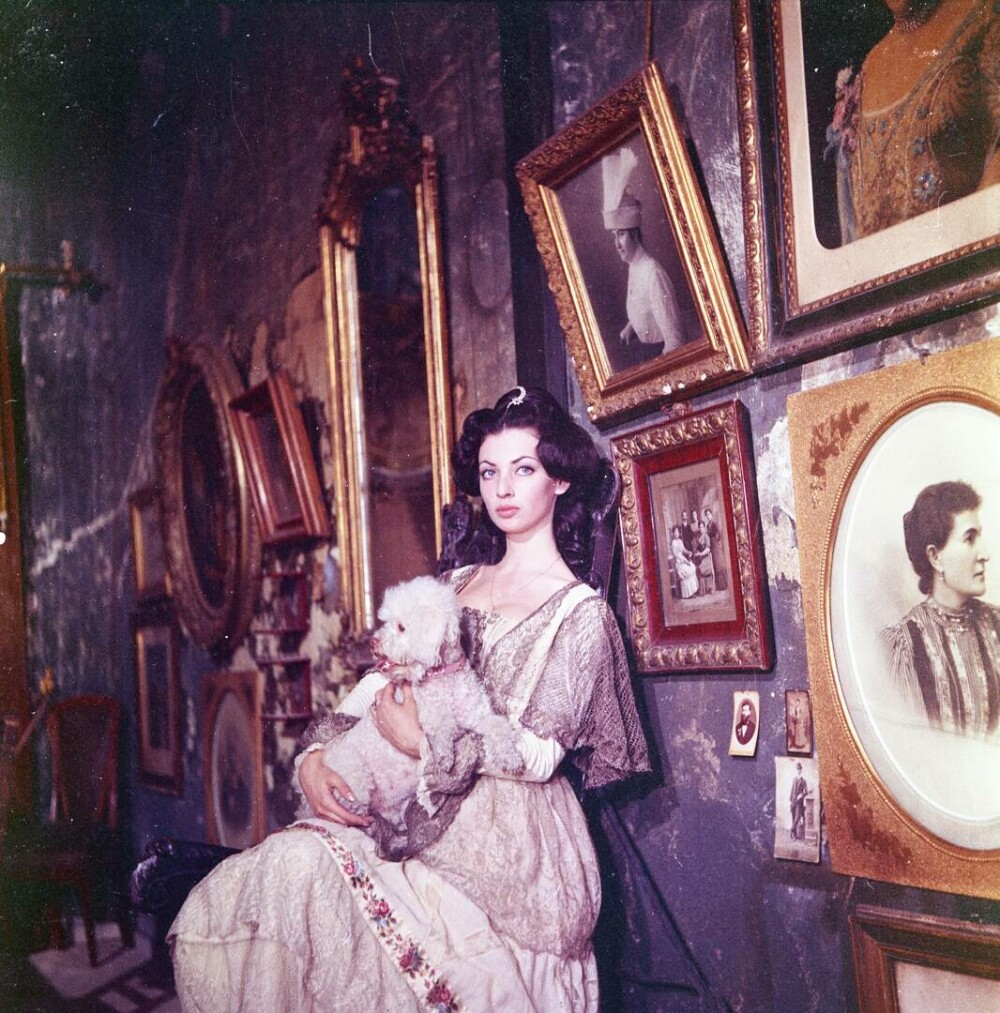
Julieta Szönyi

Felix și Otilia este un film românesc din 1972, regizat de Iulian Mihu, realizat după romanul Enigma Otiliei scris în 1938 de George Călinescu. Scenariul filmului a fost scris de cineastul Ioan Grigorescu. Rolurile principale sunt interpretate de Radu Boruzescu, Julieta Szönyi, Sergiu Nicolaescu, Clody Bertola și Gheorghe Dinică.
În acest film a fost folosit pentru prima dată procedeul Graphys Color, o metodă de prelucrare a peliculei color cu efecte artistice deosebite, care fusese inventată de operatorii Alexandru Întorsureanu și Gheorghe Fischer, cu aportul tehnicienilor Gheorghe Palivăț și Dumitru Morozan.

## Rezumat
După moartea tatălui său, tânărul Felix Sima (Radu Boruzescu) vine la București pentru a studia la Facultatea de Medicină, el urmând a fi găzduit pe perioada studiilor în casa unchiului său, Costache Giurgiuveanu (Hermann Chrodower), care-i devenise tutore. Acolo face cunoștință cu rudele sale îndepărtate, care nu manifestă față de el niciun fel de afecțiune. Singura persoană de care se atașează tânărul student este verișoara sa, Otilia Mărculescu (Julieta Szönyi), fiica vitregă a lui moș Costache. Aceasta cochetează cu un moșier bogat pe nume Leonida Pascalopol (Sergiu Nicolaescu). Felix se îndrăgostește de Otilia și este gelos pe moșier.
Unchiul lui Felix, Costache Giurgiuveanu, este un bătrân avar, a cărui avere este pândită de sora sa, Aglae Tulea (Clody Bertola). Familia acesteia este formată din soțul Aglaei, Simion (Árpád Kemény), și din copiii lor, Olimpia (Gina Patrichi), Aurica (Elena Dacian) și Titi (Ovidiu Schumacher). Toți copiii Aglaei nu sunt realizați pe plan social și sentimental: Olimpia s-a măritat cu Stănică Rațiu (Gheorghe Dinică), „avocat fără procese” și vânător de avere, cu care are un copil care moare la vârsta de două luni din cauza lipsei de grijă din partea părinților, Aurica este o fată bătrână care visează să se mărite cu orice bărbat care-i iese în cale, iar Titi este un molâu cu înclinații artistice.
Acțiunea se desfășoară pe două planuri: dragostea lui Felix pentru Otilia și încercările familiei Tulea și a avocatului Stănică Rațiu, soțul Olimpiei și ginerele Aglaei, de a pune mâna pe averea lui moș Costache. Vrând să construiască o casă pentru Otilia, bătrânul suferă un atac de apoplexie, iar familia Tulea, crezând că moș Costache va muri, intră în casă și pune temporar stăpânire pe ea. Bătrânul își revine însă și începe să vândă o parte din proprietățile imobiliare pe care le deținea.
În lipsa Otiliei, plecată pentru o perioadă la Paris cu Pascalopol, Felix o frecventează pe Georgeta (Violeta Andrei), o damă de companie întreținută de un general, pe care i-o prezentase Stănică. Avocatul i-o prezintă tânărului student și pe Lili, fata verișorului său, Toader (Jean Lorin Florescu), dar Felix nu se arată interesat de ea. Între timp, în casa familiei Tulea se petrec o serie de evenimente: bătrânul Simion înnebunește, iar Aurica reușește să-l convingă pe studentul medicinist evreu Weissmann (Șerban Sturdza) să-i accepte avansurile erotice.
Felix îi declară Otiliei că o iubește și o cere în căsătorie, dar fata, deși recunoaște că-l iubește, îl refuză pe motiv că tânărul student și-ar distruge astfel cariera promițătoare pe care o avea în față. Cei doi tineri sunt invitați în vacanță la moșia lui Pascalopol. Relațiile moșierului cu Otilia îi provoacă gelozia lui Felix, iar acesta din urmă pleacă la București, nu înainte de a avea o discuție cu Pascalopol.
Moș Costache este pândit cu o insistență diabolică de rudele sale și de Stănică, interesați să afle unde își ascunsese banii. În cele din urmă, bătrânul suferă un al doilea atac de apoplexie, iar Stănică Rațiu îi fură teancul de bani ascuns sub haină, provocându-i moartea. În lipsa unui testament, averea bătrânului este moștenită de Aglae care se face stăpână pe casă și pe bunurile fratelui ei. Conștientă de faptul că ar putea fi un obstacol în viitoarea carieră a lui Felix, Otilia fuge la Paris cu Pascalopol, căsătorindu-se acolo. Devenit un om bogat, arivistul Stănică divorțează de Olimpia, se căsătorește cu Georgeta și intră în politică. Aurica rămâne însărcinată cu Weissmann.
Filmul se încheie cu o secvență din timpul Primului Război Mondial, în care medicul militar Felix Sima îl întâlnește pe ofițerul Pascalopol, care fusese grav rănit pe front. Acesta din urmă îi înmânează o fotografie a Otiliei, dar Felix nu o recunoaște în poză pe fata de care fusese îndrăgostit cândva. Pascalopol moare în trenul sanitar înainte ca Felix să afle ce se întâmplă cu Otilia.

## Distribuție
- Radu Boruzescu — Felix Sima, student medicinist, nepotul lui Costache Giurgiuveanu
- Julieta Szönyi — Otilia Mărculescu, studentă la Conservator, fiica vitregă a lui Costache Giurgiuveanu
- Sergiu Nicolaescu — Leonida Pascalopol, moșier bogat
- Clody Bertola — Aglae Tulea, sora lui Costache Giurgiuveanu
- Gheorghe Dinică — Stănică Rațiu, „avocat fără procese”, soțul Olimpiei
- Gina Patrichi — Olimpia Rațiu, fiica Aglaei și soția lui Stănică
- Elena Dacian — Aurica Tulea, fiica Aglaei
- Violeta Andrei — Georgeta, damă de companie
- Eliza Petrăchescu — Marina, servitoare în casa familiei Giurgiuveanu
- Ovidiu Schumacher — Titi Tulea, pictor amator, fiul Aglaei
- Șerban Sturdza — Weissmann, student medicinist evreu
- Hermann Chrodower — Costache Giurgiuveanu, unchiul și tutorele lui Felix
- Árpád Kemény — Simion Tulea, soțul Aglaei
- Aristide Teică — dr. Vasiliad, medicul adus de Stănică
- Florin Scărlătescu — Popa Țuică, preot bătrân
- Jean Lorin Florescu — Toader Rațiu, industriaș și senator, verișorul lui Stănică
- Ileana State
- Monica Meteș
- Valeria Crainic
- Costin Prișcoveanu
- Nicolae Praida — majordomul lui Pascalopol
- Doina Ionescu — Lili, fiica lui Toader Rațiu
- Paul Fister
- Nicu Iordache
- Maria Dombrovschi
- Ștefan Gudju

### Dublaj de voce
- Șerban Cantacuzino — Felix Sima
- Florina Luican — Otilia Mărculescu
- Marin Moraru — Costache Giurgiuveanu
- Mihai Pălădescu — Simion Tulea
- Cornel Coman — Leonida Pascalopol
- Rodica Mandache — Aurica Tulea

## Pregătiri

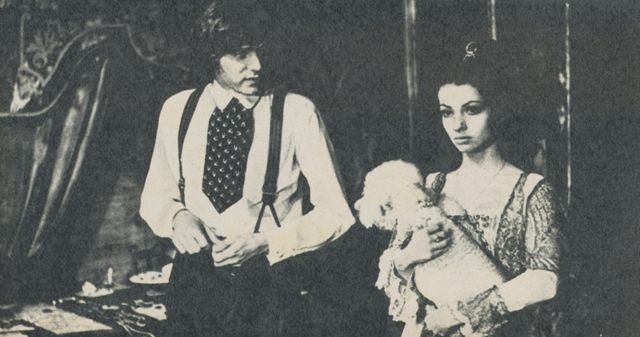
Scenă din film: Felix și Otilia

Scenaristul Ioan Grigorescu și regizorul Iulian Mihu au purtat „lungi și fructuoase discuții” cu George Călinescu cu privire la realizarea unui film după romanul Enigma Otiliei. Scriitorul a spus că el dorea ca ecranizarea să fie făcută în stilul filmului Umbrelele din Cherbourg (1964), un film cântat în întregime. El a fredonat o melodie pe care scenaristul i-a dat-o compozitorului Anatol Vieru și care a devenit apoi cântecul: „Ce este această viață / Otilia să-mi spui...”. Acest cântec a fost interpretat de Aurelian Andreescu și precede genericul filmului. Credibilitatea acestei relatări este însă serios pusă la îndoială de faptul că Anatol Vieru a folosit același mod muzical în Concertul de violoncel, în Simfonia de cameră și în Lupta cu inerția, compuse toate la începutul anilor 1960. Ioan Grigorescu a afirmat că scriitorul a notat pe scenariul regizoral propriile însemnări și observații.
Prima versiune a scenariului a purtat titlul „Interzis minorilor” și a fost anunțată în presă în anul 1968. Într-un articol publicat în România literară nr. 2 (24) din 12 iunie 1969, Iulian Mihu îi împărtășea jurnalistului Al. Racoviceanu opinia sa cu privire la ecranizarea romanului: „Pentru mine acest film va fi rezultatul unei îndelungate munci de cercetare și studiu cinematografic. Dacă nu mi s-ar părea exagerat, l-aș numi „filmul vieții mele”. De la „Viața nu iartă”, pe care l-am realizat în 1956 împreună cu Manole Marcus, n-am mai avut curajul și certitudinea artistică pe care o am acum, în fața scenariului pe care l-am scris împreună cu Ioan Grigorescu”.

## Producție
Felix și Otilia a fost filmat în perioada 1 iunie - septembrie 1971. Filmările au avut loc la București, Mogoșoaia și Sinaia. Filmul se afla la finisări în ianuarie 1972, copia standard fiind realizată probabil la sfârșitul lui februarie. Cheltuielile de producție s-au ridicat la 4.660.000 lei.
Scenograful Liviu Popa a început scenografia filmului, descoperind lângă clădirea Teatrului de Comedie o casă veche cu pereții scorojiți, „cu o înfățișare de decrepitudine tristă și sobră”, considerată sugestivă pentru retorica filmului. Potrivit profesoarei Elena Saulea, casa Giurgiuveanu este probabil „cel mai expresiv decor de film românesc”.  Scenografia va fi încredințată în continuare arhitectului Radu Boruzescu, care a interpretat și rolul lui Felix Sima în acest film. Soția scenografului, Miruna Boruzescu, s-a ocupat de costumele din film. Muzica a fost interpretată de o orchestră dirijată de Paul Popescu.
Alături de actorii profesioniști au fost distribuiți și doi neprofesioniști: Hermann Chrodower în rolul lui Costache Giurgiuveanu și Árpád Kemény în rolul lui Simion Tulea. Vocile multor actori au fost dublate de alți actori. Este vorba de următoarele personaje: Felix Sima - Șerban Cantacuzino, Otilia Mărculescu - Florina Luican, Costache Giurgiuveanu - Marin Moraru, Simion Tulea - Mihai Pălădescu, Leonida Pascalopol - Cornel Coman, Aurica Tulea - Rodica Mandache.
La cererea Centralei Româniafilm, a fost realizată în 1972 și o variantă pentru televiziune de 3 episoade (I – „Moartea lui Relișor”, II – „Aniversarea” și III – „Crima”) pentru un eventual export.

## Casa familiei Giurgiuveanu

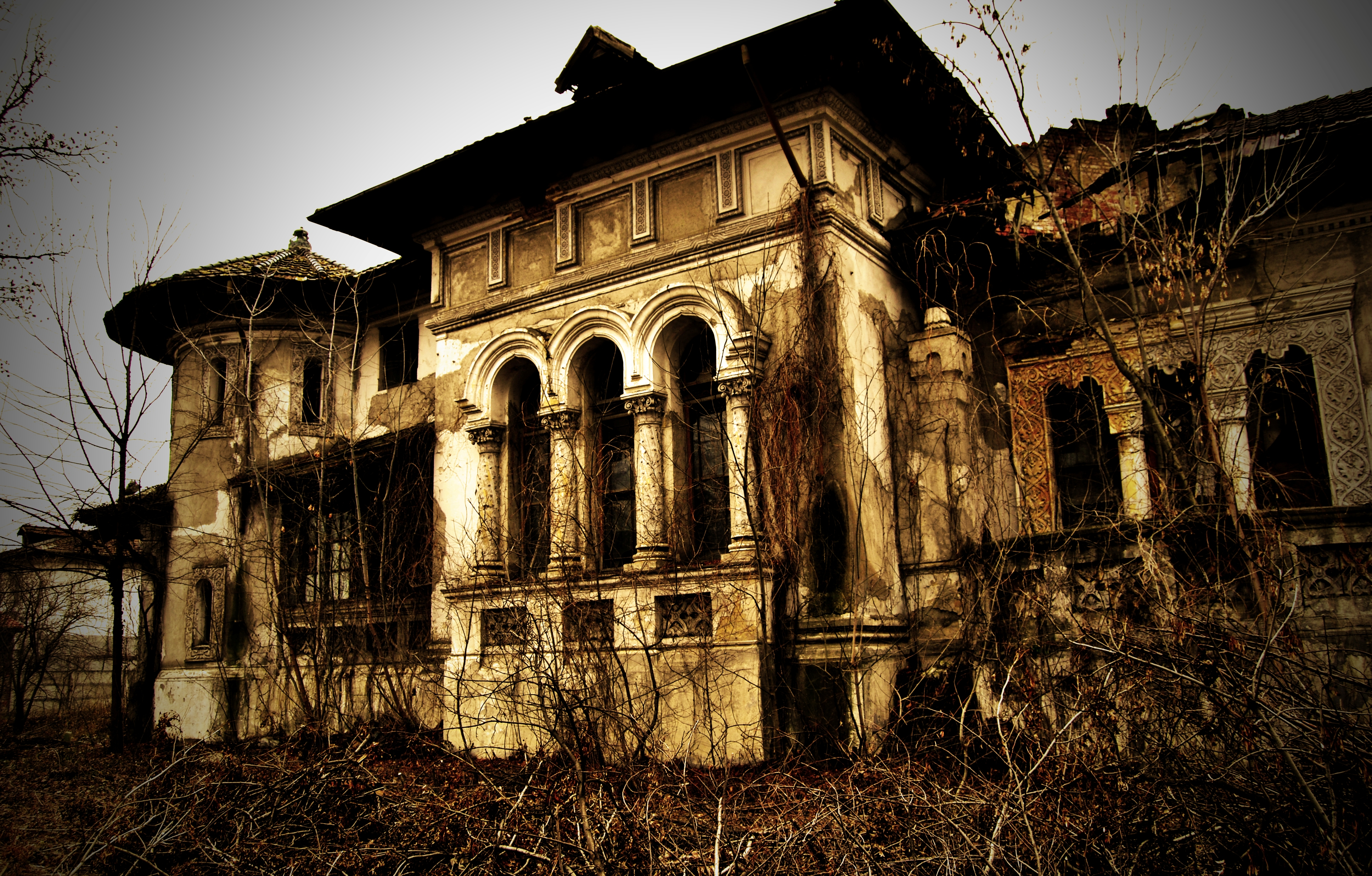
Casa Miclescu de pe Bulevardul Kiseleff nr. 35-37, unde s-a filmat Felix și Otilia.

Casa familiei Giurgiuveanu din filmul Felix și Otilia este o clădire impozantă construită în stil brâncovenesc construită la începutul secolului al XX-lea. ICRAL-ul a închiriat imobilul Uniunii Artiștilor Plastici, care l-a împărțit în 7 apartamente. Printre cei care au locuit aici a fost familia pictorului maghiar Ștefan Szönyi. Fiica acestuia, Julieta, a jucat rolul Otiliei în filmul Felix și Otilia.

## Recepție
Filmul Felix și Otilia a avut parte de un mare succes la public, fiind vizionat de 3.312.855 de spectatori la cinematografele din România, după cum atestă o situație a numărului de spectatori înregistrat de filmele românești de la data premierei și până la data de 31.12.2007 alcătuită de Centrul Național al Cinematografiei.

### Premii
Filmul a obținut Placheta (ex-aequo) „Premio de selezione” la Festivalul Internațional de Film la Veneția (1972) și Premiul de Excelență pentru sistemul „Graphis color” la concursul UNIATEC de la Salerno (1974).
Asociația Cineaștilor din România (ACIN) a distins acest film în 1972 cu șase premii: Premiul pentru regie (Iulian Mihu), Premiul pentru scenariu (Ioan Grigorescu - pentru filmele Explozia și Felix și Otilia), Premiul pentru imagine (Alexandru Întorsureanu și Gheorghe Fischer), Premiul pentru scenografie (Radu Boruzescu și Liviu Popa), Premiul pentru montaj (Lucia Anton - pentru filmele Puterea și adevărul și Felix și Otilia), iar actorul Gheorghe Dinică a primit Premiul pentru interpretare masculină pentru interpretarea rolurilor din filmele Explozia; Felix și Otilia; Atunci i-am condamnat pe toți la moarte și Cu mâinile curate.
Acest film a fost selecționat de Ken Vlashin, reprezentantul lui National Film Theatre - Londra, pentru a fi proiectat la zilele filmului românesc de la Londra (16 aprilie 1973).

### Recenzii critice
Mai mulți critici au remarcat că filmul emană o atmosferă demodată, melancolică, continuând să atragă spectatorii și după câțiva zeci de ani de la prima sa difuzare. El este considerat a fi o operă de valoare a cinematografiei românești, un „vârf de carieră în opera unui cineast atât de contradictoriu și inegal cum s-a dovedit a fi Iulian Mihu”.
Într-o cronică publicată în revista „Cinema” (nr. 4/1972), Adina Darian afirma că regizorul a pus accentul pe spațiul claustrat al caselor Giurgiuveanu și Tulea, renunțând la dimensiunea citadină a romanului. „Aparatul nu se lasă condus întotdeauna spre locurile pe care îl împinge litera romanului. Nu colindă străzile Bucureștiului: strada Antim sau strada Sfinții Apostoli - unde se află cartierul general al familiilor Giurgiuveanu și Tulea, nu urmărește turneele Auricăi pe Calea Victoriei, unde se afla și locuința lui Pascalopol; nu ne poartă nici pe străzile străbătute în drumul spre mătușa Agripina, de către Stănică, cu tramvaiul cu cai, pe Calea Rahovei, până la Bariera Moșilor, spre șoseaua Mihai Bravul, spre Fundătura Vaselor...; nici nu ne sunt arătate plimbările lui Felix prin Cotroceni, pe Calea Plevnei sau pe șoseaua care «se înfunda la hipodrom». Pentru a nu ieși din atmosfera interioarelor îngrămădite și prăfuite, pentru a nu rupe vraja aceea fantastică, regizorul a renunțat la dimensiunea citadină a romanului, preferându-i spațiul c1austrat, din interiorul caselor năpădite de molii. Aici infernul sunt «ceilalți». Acei «ceilalți» care poseda știința de a se sufoca unii pe alții, de a se devora unii pe alții. De aici nu se poate evada. Cum nici spectatorul nu poate evada din fascinanta atmosfera a filmului ce se țese ca o vrăjitorie”.
În Istoria filmului românesc (1897-2000), criticul Călin Căliman considera că Felix și Otilia este cel mai valoros film realizat de Iulian Mihu, în care regizorul „s-a apropiat de universul romanului cu un manifest simț creator, interpretându-l, prelungindu-l, cinematografizându-l în spirit călinescian, punând accent - fără a desconsidera trama propriu-zisă - pe realizarea portretelor de grup, în atmosfera de epocă reconstituită cu mijloacele frescei cinematografice”. Criticul laudă intuiția regizorului de a distribui în rolul lui Felix un tânăr neprofesionist (scenograful Radu Boruzescu) care i-a conferit personajului „inocențele și stângăciile unei tinereți reale”. Atmosfera, pusă în valoare de decoruri, de imaginea în Graphys color și de muzica lui Anatol Vieru, pare a fi una dintr-un muzeu de ceară, iar personajele interpretate de actorii inspirat aleși par a fi figuri de ceară provenite din Muzeul Grévin.
Petre Rado constată că filmul pune accentul mai mult pe atmosfera de la începutul secolului al XX-lea, decât pe analiza psihologică a personajelor, opera cinematografică fiind „un film singular prin frumusețea lui, un film frumos și inegal, cu personaje bizare prin aerul lor ușor demodat, desprinse, parcă, dintr-un album de epocă îngălbenit pe la colțuri. Un film ce impresionează, înainte de toate, prin frumusețea formală, limbajul cinematografic subtil, adeseori strălucitor în plan pur vizual, plastic”.
Un alt critic, Ioan Lazăr, remarcă crearea de către regizor a unei atmosfere livrești cu peisaje citadine, dar și rurale. Un rol important în acest sens îl are tușa sepia a procedeul „graphis-color” prin care se creează un mediu demodat, asemănător cu cel degajat de fotografiile vechi de la începutul secolului al XX-lea, care degajă o atmosferă de însingurare. Calitatea esențială a filmului este considerată a fi etalarea unor tipuri reprezentative de personaje descrise realist. Decorul joacă un rol important în filmul lui Mihu. „În filmul lui Iulian Mihu, decorul își asumă o funcție activă, de personaj semantic, prefigurând sensul absorbției, sau oricum al unei experiențe în care inițiativa lui Felix nu va conta întotdeauna. Decorul devine în felul acesta una din vocile (filmice)
ale narațiunii, înainte ca în rol să intre culoarea, investită și aceasta cu o valoare estetică pregnantă”.
Criticul de film Călin Stănculescu consideră inspirată distribuirea în rolurile principale a doi actori neprofesioniști, filmul fiind considerat ca „un frumos exemplu de ecranizare iconoclastă”. În opinia sa, prestația celor doi actori tineri a egalat-o pe cea a marilor nume de pe generic - Clody Bertola, Gheorghe Dinică, Gina Patrichi, Eliza Petrăchescu, Violeta Andrei sau Ovidiu Schumacher.
Regizorul Savel Stiopul îl consideră „un film de-sine-stătător, un film cu adevărat de autor. Este o interpretare liberă a literei scrise. Este o demonstrație că în România exista, în acel moment, film, exista originalitate, existau metaforă, simbol și o poetică cinematografică independentă. Filmul a avut succese, obținând la Veneția un Premiu al Criticii, la Londra - de asemenea un mare Premiu al Criticii”.
Criticul Tudor Caranfil a dat filmului două stele din cinci și a făcut următorul comentariu: „Luând drept pretext romanul lui G. Călinescu, Mihu și scenaristul Ioan Grigorescu (Pr. ACIN) rețin, din paginile cărții, picanterii tipologice și gestuale ușor de speculat, lăsând deoparte sensurile adânci. Regizorul renunță la dimensiunea citadină și socială a modelului literar, claustrând acțiunea în învălmășeala unui „film de cameră” cu interioare prăfuite, dominat de imaginația creatoare dar marginală a unui desant, format din Miruna și Radu Boruzescu căruia li se alătură arhitectul Liviu Popa, trio chemat să asigure costumele și scenografia excentrică în episoade care dau impresia de a fi realizate în și pentru sine. Inadvertența cronică a adaptării este exhibată încă de generic, alcătuit dintr-o succesiune de instantanee fotografice ale Bucureștilor „fin du siècle” alternate cu o fastuoasă vânătoare cum abia văzuseră creatorii în Tom Jones. După acest mișmaș suntem aruncați într-o mahala bucureșteană unde, în fața casei unchiului său, se anunță noul venit. Operatorii Gheorghe Fisher și Al. Întorsureanu (Pr. Salerno și ACIN) descriu în lungi panoramice circulare o lume de anticariat apăsător și artificial, acumulare barocă de imagini care sufocă analiza. Componenta muzicală e asigurată de Anatol Vieru iar în pitoreasca distribuție e convocată o echipă din ceea ce avea mai bun, pe atunci, școala actorilor români. Deși poate singura descoperire fericită e tandemul bătrânilor histrioni neprofesioniști Herman Chadrower și Șerban Sturdza.”

## Imagini

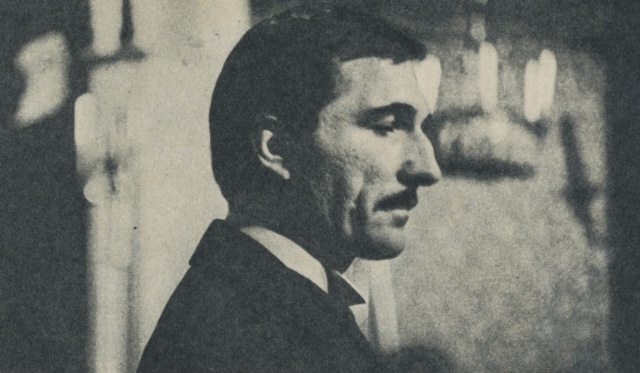
Actorul Gheorghe Dinică, interpretul avocatului Stănică Raţiu
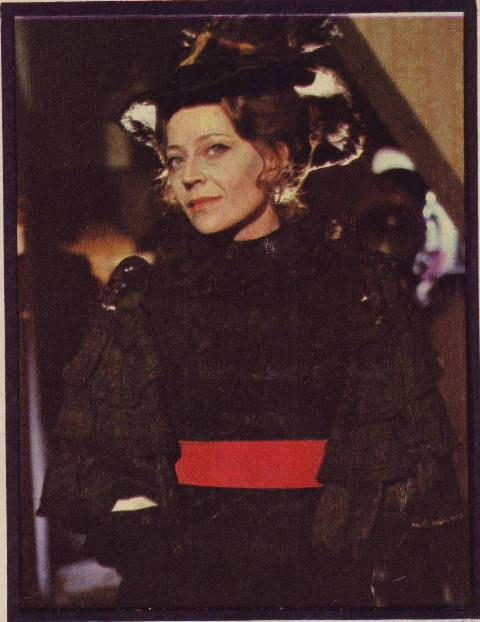
Actrița Gina Patrichi, interpreta Olimpiei Raţiu
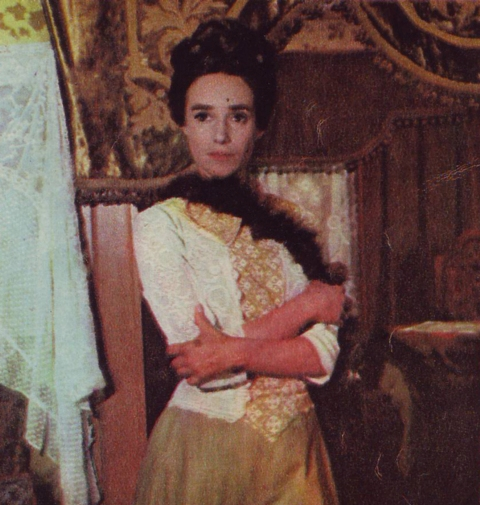
Actrița Elena Dacian, interpreta Auricăi Tulea
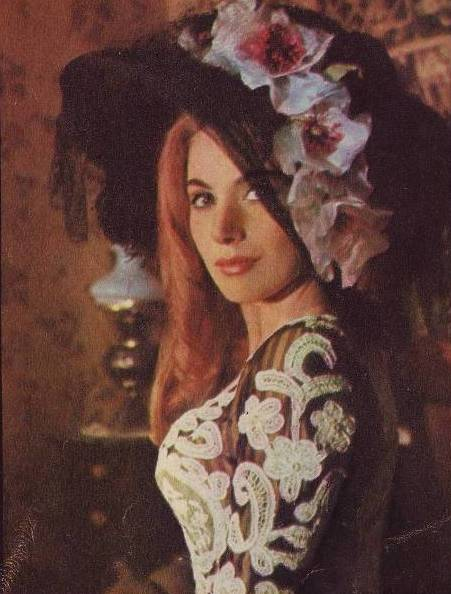
Actrița Violeta Andrei, interpreta Georgetei